# Drapelul Spaniei

Steagul Spaniei (proporții 2:3)

Drapelul Spaniei (proporții 2:3)

În conformitate cu articolul 4.1 al Constituției Spaniole din 1978, steagul național spaniol e format din trei benzi orizontale, de culoare roșie, galbenă și respectiv roșie, banda galbenă fiind de două ori mai mare decât cele roșii. În centru pe verticală și deplasată puțin spre lance din punct de vedere al orizontalei se află stema Spaniei. 
Semnificația drapelului Spaniei: Roșu și galben sunt probabil originare într-una din straturile originale ale împărățiilor spaniole: Castilia, Leon, Catalonia/Aragon, Navarra. În steagul spaniol însuși, stema are doi stâlpi de vârf ai lui Hercules, reprezentând Gibraltar și Ceuta, cu bannere roșii care afișează motto-ul latin, "PLUS ULTRA" ("Mai Multe"), referindu-se la descoperirea lui Columb de către Lume noua. Cele patru sferturi ale scutului prezintă insignele Regilor Spanioli originale. În centru se află emblema familiei regale spaniole domneste, Casa Bourbon, o ovală albastră, cu o margine roșie, care conține trei fleurs-de-lis. Rodia din partea de jos a scutului reprezintă Grenada. 

## Protocolul steagului
Drapelul trebuie arborat numai orizontal. Acesta poate fi arborat de pe clădiri publice, case particulare, întreprinderi, nave, piețe sau în timpul ceremoniilor oficiale. Deși drapelul trebuie arborat de la răsăritul soarelui până la apusul lui, birourile guvernamentale din Spania și din străinătate trebuie să arboreze drapelul 24 de ore din 24; în timpul nopții și în condiții de lumină slabă, acesta trebuie să fie iluminat corespunzător. Steagurile trebuie să respecte normele legale și nu pot fi murdărite sau deteriorate în niciun fel .
Pentru activitățile de doliu, drapelul poate fi arborat în oricare dintre următoarele moduri. Prima metodă, cunoscută în mod obișnuit sub denumirea de semimartor, se realizează atunci când steagul este arborat până în vârful catargului, apoi coborât la o treime din poziția catargului. Cealaltă metodă constă în atașarea unei panglici negre la un steag care este fixat permanent pe un catarg. Panglica în sine are o lățime de zece centimetri și este atașată la catarg astfel încât capetele panglicii să ajungă la baza drapelului. În timpul ceremoniei funerare, drapelul poate fi folosit pentru a acoperi sicriele oficialilor guvernamentali, ale soldaților și ale persoanelor desemnate printr-un act al președintelui; aceste drapele sunt pliate ulterior și prezentate rudelor apropiate înainte de înhumare .
Atunci când drapelul spaniol flutură alături de alte drapele, ordinea de prioritate este următoarea: drapelul național, drapelele statelor străine, drapelul Europei, ONG-urile internaționale, standardele militare și guvernamentale, drapelele comunităților autonome, drapelele orașelor și orice altele. Atunci când drapelele străine sunt utilizate alături de drapelul spaniol, acestea sunt ordonate în funcție de numele țărilor în ordine alfabetică în limba spaniolă. Singura excepție este atunci când congresul sau reuniunea desfășurată în Spania impune utilizarea unei limbi diferite pentru sortare. Drapelul Europei a fost arborat de când Spania a devenit membră a Uniunii. Deși nu este menționat pe nume în lege, drapelul NATO poate fi folosit și în Spania, deoarece aparține acestei organizații .
Atunci când este desfășurat în prezența altor drapele, drapelul național nu trebuie să aibă dimensiuni mai mici și trebuie să fie situat într-un loc proeminent, onorabil, în conformitate cu protocolul relevant .